# August Oetker

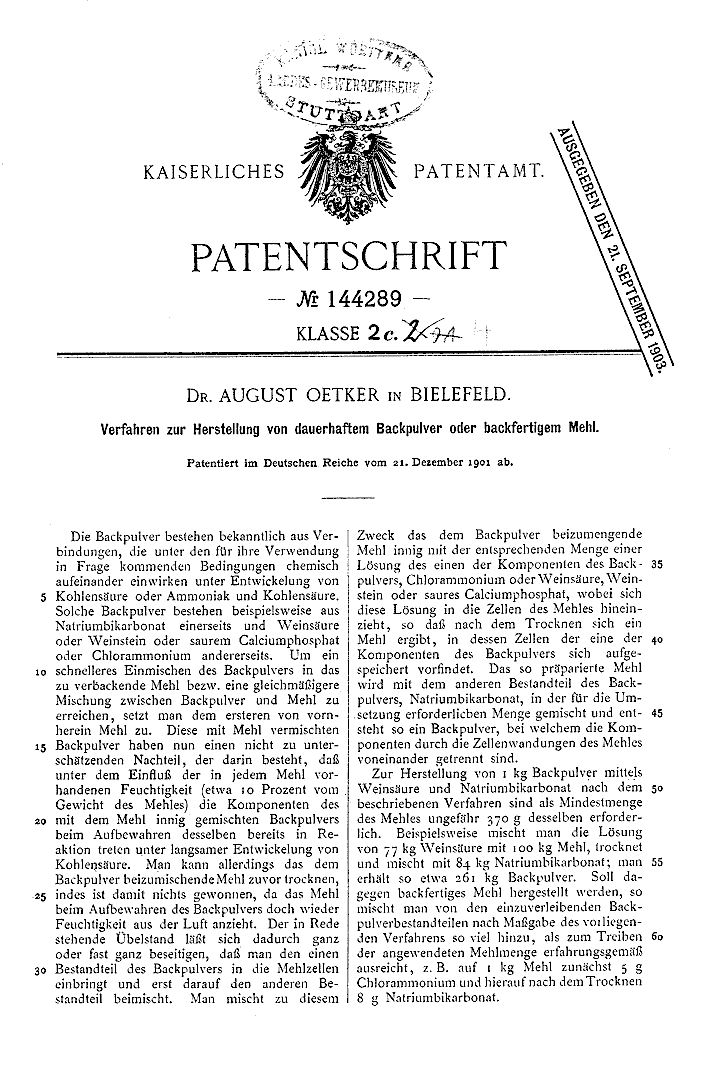

El Dr. August Oetker (1862 – 1918) va inventar i comercialitzà el llevat de forner en pols.
El 1891, va comprar l'oficina de farmàcia Aschoffsche a Bielefeld i desenvolupar un agent de llevat químic per a fornejar. Abans que Oetker, Justus von Liebig i Eben Horsford, ja havien descobert el llevat en pols. Tanmateix, Oetker va tenir com a objectiu les mestresses de casa i en canvi Horsford tenia com a objectiu els forners.
A partir de 1893, Oetker distribuí el seu invent sota el nom comercial de Backin, posant els fonaments de la seva empresa, anomenada Oetker gruppe. El 21 de setembre de 1903 Oetker patentà el seu llevat com de llarga durada i preparat per a ser usat.
El 1906 ja va vendre 50 milions de paquets de Backin.